# 韓恢

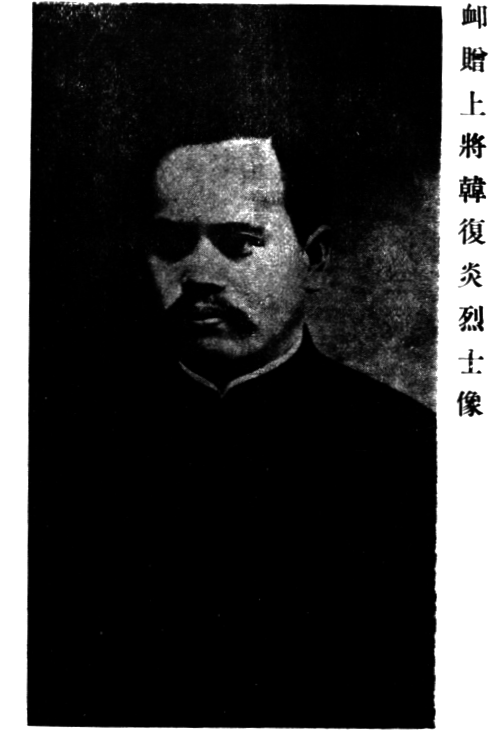
韓恢像

韓恢（1887年—1922年11月1日），字复炎，今中國江蘇省泗陽縣史集鄉韓圩村人。中華民國軍事人物，曾擔任討袁軍江北總司令。

## 生平
他小時候讀過私塾，22歲時（1909年）從軍，後來加入同盟會，並參加黃花崗起義，失敗後回到南京。後來參加辛亥革命，協助革命軍攻下南京。二次革命時，他擔任南京都督，但最後因南京失守而撤退。二次革命失敗後，他滯留於上海，企圖重整軍隊來對抗袁世凱，並任「討袁軍江北總司令」。1913年8月18日發動南通起義戰役，失敗後逃至日本。1914年加入孫文在日本成立的中華革命黨。1915年底受命回到上海，企圖再度起兵，擔任「討袁軍第三軍軍長」，軍事計畫因遭馮國璋發現而中止。1921年，孫文任非常大總統，12月任命韓恢為「江蘇招討使」。1922年的六一六事變，他又趕往廣東救援孫文，並任「討賊軍總司令」，成功將孫文救至上海。但是韓恢行蹤遭到江蘇督軍齊燮元察覺，齊燮元於1922年10月28日命令上海淞滬警察廳廳長徐國梁逮捕韓恢並移送至南京，11月1日在小营遭齊燮元殺害。
孫文後來追任韓恢為陸軍上將。1928年，韩恢遗骸由小营迁葬至南京紫金山南麓卫岗。文化大革命期间，韩恢墓被毁。1987年，获得南京市栖霞区政府修复。1992年，韩恢墓成为第二批南京市文物保护单位。